# Elisabeth Rehn
Pour les articles homonymes, voir Rehn.
Märta Elisabeth Rehn, née Carlberg le 6 avril 1935 à Helsinki (Finlande), est une femme politique finlandaise. Députée du Parti populaire suédois de Finlande de 1979 à 1995, elle est la première femme finlandaise à avoir été ministre de la Défense de 1990 à 1995. Lors de l'élection présidentielle finlandaise de 1994, elle obtient 22 % au premier tour et est battue au second tour par Martti Ahtisaari. 

## Biographie
Née en 1935 à Helsinki, Elisabeth Rehn a passé son enfance à Mäntsälä, où son père a travaillé comme médecin. Elle a fréquenté l'école locale de Mäntsälä avant d'entrer dans un internat de langue suédoise à Kauniainen, près d'Helsinki.
Elle a reçu le grade de Master of Science en économie en 1957 et a des diplômes honorifiques de sciences politiques à la fois de l'école d'économie Hanken et de l'université d'Åbo Akademi. Elle a épousé en 1955 un camarade d'étude, Ove Rehn, et ils ont quatre enfants. En 1960, elle travaille pour Oy Renecta Ab, une entreprise familiale, puis devient chef de bureau de Rehn Trading. Dans les années 1960, elle est surtout connue pour ses activités d'importation et de commercialisation de boîtes en plastique Tupperware. 
Elisabeth Rehn entre en politique en 1973, lorsqu'elle est élue au conseil municipal de Kauniainen, représentant le Parti populaire suédois de Finlande (en suédois : Svenska Folkpartiet i Finland, abrégé en SFP et en finnois : Suomen ruotsalainen kansanpuolue, abrégé en RKP),. Ce parti défend notamment les intérêts de la minorité suédophone de Finlande, qui représente environ 6 % de la population. Avant de se proclamer indépendante, en 1917, la Finlande a été en effet longtemps un territoire suédois,. Lors des élections de 1979, Elisabeth Rehn est élue au Parlement finlandais. Elle est réélue plusieurs fois avec des majorités croissantes, augmentant progressivement la base de ses partisans. Elle devient une des parlementaires les plus populaires. Elle est positionnée à droite dans l'échiquier politique de ce pays.
Elle devient la première femme finlandaise ministre de la Défense en 1990,, et occupe cette fonction ministérielle jusqu'en 1995. Durant cette période, elle se présente également à l'élection présidentielle de 1994, ; elle est battue au second tour par Martti Ahtisaari, obtenant plus de 46 % des suffrages exprimés, dans une élection disputée pour la première fois au suffrage universel direct. Elle reste encore quelques mois ministre de la Défense dans le nouveau cabinet formé par Esko Aho. À cette fonction, elle se préoccupe notamment de l'état des garnisons et des conditions de vie des militaires et met en place un service militaire volontaire pour les femmes.
Elle effectue ensuite des missions internationales, notamment en tant que sous-secrétaire générale de l'ONU et rapporteur spécial pour les droits de l'homme en Bosnie-Herzégovine. Elle est à nouveau candidate lors de l'élection présidentielle finlandaise de 2000 mais elle n'y a plus le monopole des candidatures féminines (il y en a 4). Elle n'obtient que 7,8 % des voix et le scrutin est remporté par une autre femme, Tarja Halonen.
Elisabeth Rehn est membre fondatrice de Global Leadership, une organisation qui travaille à promouvoir la bonne gouvernance à travers le monde.

## Vie privée
Elisabeth Rehn est veuve de Ove Rehn, décédé en 2004, avec qui elle était mariée depuis 1955. Ils ont eu quatre enfants : Veronica, Joakim, Charlotta et Johan. Elle a survécu à deux cancers : elle a été soignée d'un cancer du côlon dans les années 1990 et d'un cancer du sein dans les années 2000.

## Distinctions
- Ordre de la Croix de Terra Mariana de première classe